# Tony Leondis
Anthony „Tony“ Leondis (* 24. März 1972 in New York City) ist ein US-amerikanischer Regisseur, Drehbuchautor und Synchronsprecher griechischer Herkunft.
Leondis war ursprünglich als Storyboard-Zeichner an Filmen wie Der Prinz von Ägypten und König der Löwen 2 tätig, bevor er anfing, bei DisneyToon Studios zu arbeiten. Dort war er am Drehbuch von Ein Königreich für ein Lama 2 – Kronks großes Abenteuer beteiligt. Lilo & Stitch 2 – Stitch völlig abgedreht aus dem Jahr 2005 ist sein Debüt als Regisseur. 2008 führte er Regie bei seinem ersten computeranimierten Kinofilm, Igor.
Im Jahr 2009 begann er, den Computeranimationsfilm BOO: Büro für ominöse Ordnungswidrigkeiten für DreamWorks Animations zu konzipieren. Der Film, der auf einer originalen Geschichte von Leondis basiert, sollte planmäßig im Jahr 2015 veröffentlicht werden, wurde jedoch Ende 2014 wieder zurückgezogen und befindet sich seitdem in Entwicklung.
Leondis führte seine Arbeit als Regisseur im Jahr 2017 bei Sony Pictures Animations Emoji – Der Film fort, dessen Konzept ebenfalls von Leondis stammt. Der Film erhielt durchgängig negative Kritiken.
Leondis identifiziert sich als homosexuell.

## Filmografie
- 1998: König der Löwen 2 (The Lion King II: Simba's Pride, Designer)
- 1998: Der Prinz von Ägypten (The Prince of Egypt, Storyboard-Zeichner)
- 2000: Der Weg nach El Dorado (The Road to El Dorado, Storyboard-Zeichner)
- 2004: Die Kühe sind los (Home on the Range, Storyboard-Zeichner)
- 2005: Lilo & Stitch 2 – Stitch völlig abgedreht (Lilo & Stitch 2: Stitch Has a Glitch, Regisseur, Drehbuchautor)
- 2005: Ein Königreich für ein Lama 2 – Kronks großes Abenteuer (Kronk's New Groove, Story)
- 2008: Igor (Regisseur, Drehbuchautor, Sprechrolle)
- 2011: Kung Fu Panda: Die Geheimnisse der Meister (Kung Fu Panda: Secrets of the Masters, Regisseur, Sprechrolle)
- 2017: Emoji – Der Film (The Emoji Movie, Regisseur, Drehbuchautor, Sprechrollen)